# Syllitosimilis
Syllitosimilis is een kevergeslacht uit de familie van de boktorren (Cerambycidae). De wetenschappelijke naam van het geslacht werd voor het eerst geldig gepubliceerd in 1938 door Mckeown.

## Soorten
Syllitosimilis is monotypisch en omvat slechts de volgende soort:
- Syllitosimilis aberrans McKeown, 1938